# Carcinactis
Carcinactis is een geslacht van zeeanemonen uit de klasse van de Anthozoa (bloemdieren).

## Soorten
- Carcinactis dolosa Riemann-Zürneck, 1975
- Carcinactis ichikawai Uchida, 1960